# 무명질
무명질(영어: substantia innominata) 또는 이름 없는 물질(영어: innominate substance) 또는 마이너트의 무명질(영어: substantia innominata of Meynert, 라틴어로 이름 없는 물질)은 인간 뇌의 여러 층으로 일부는 회색질이고 일부는 백색질로 구성되어 있으며, 시상의 전방부와 렌즈핵 아래에 있다.

## 줄무늬체창백핵 계통
줄무늬체창백핵 계통(striatopallidal system, 선조체담창구계)

## 같이 보기
- 줄무늬체
- 창백핵
- Innominate
- 바닥핵
- 영장류 바닥핵

## 참고 문헌
이 문서는 현재 퍼블릭 도메인에 속하는 그레이 해부학 제20판(1918) page 837의 내용을 기초로 작성된 글이 포함되어 있습니다.